# Sphaerodactylus microlepis
Sphaerodactylus microlepis este o specie de șopârle din genul Sphaerodactylus, familia Gekkonidae, descrisă de Johannes Theodor Reinhardt și Christian Frederik Lütken în anul 1862.

## Subspecii
Această specie cuprinde următoarele subspecii:
- S. m. thomasi
- S. m. microlepis